# Ilhéu Caroço
Ilhéu Caroço o Islote Carozo es un islote que pertenece al país de Santo Tomé y Príncipe, en el Golfo de Guinea. El islote se encuentra al sureste de la costa de la isla de Príncipe. No hay población permanente.
- Datos: Q1658463